# Lekkoatletyka na Letnich Igrzyskach Olimpijskich 1948 – maraton
Maraton podczas XIV Letnich Igrzysk Olimpijskich w Londynie odbył się w dniu 7 sierpnia 1948. Do rywalizacji przystąpiło 41 sportowców z 21 krajów. Mistrzem olimpijskim został Argentyńczyk Delfo Cabrera, wicemistrzem Brytyjczyk Tom Richards, a brąz zdobył Belg Étienne Gailly.
Był to XI maraton olimpijski.

## Przebieg zawodów

### Trasa i warunki atmosferyczne
Organizatorzy igrzysk postanowili nie powtarzać trasy z igrzysk w 1908, na której ustanowiono standardowy dystans maratonu - 42,195 km. W 1948 start i metę maratonu zlokalizowano na stadionie Wembley, a trasa biegła po przedmieściach Londynu. Popołudnie 7 sierpnia 1948 było pochmurne, stosunkowo gorące i wilgotne, z lekkim wiatrem.

### Rywalizacja
Przez większość trasy prowadził 25-letni Belg Étienne Gailly. Po 32 km wyprzedzili go Koreańczyk Choi Yun-chil i Argentyńczyk Delfo Cabrera. Choi wkrótce opadł z sił i zszedł z trasy maratonu. Gailly zdecydował się na zryw i odzyskał prowadzenie. Na Wembley jako pierwszy wbiegł Gailly tuż przed Cabrerą. Jednak na stadionie Belg stracił siły - zawodnik chwiał, potykał i zatrzymywał się na torze, a jego tempo spadło do prędkości chodu. Przywołało to podobną sytuacje maratończyka Dorando Pietriego z londyńskich igrzysk sprzed 40 lat.
Na stadionie Gailly'ego wyprzedzili Cabrera oraz Brytyjczyk Tom Richards. Belg resztkami sił zdołał samodzielnie ukończyć bieg i zajął trzecie miejsce. Gailly opuścił płytę stadionu na noszach i po zawodach został przewieziony do szpitala. Z tego powodu nie wziął udziału w dekoracji medalowej.
Nie jest znany powód utraty sił przez Gailly'ego. Jako możliwe przyczyny podaje się odwodnienie lub zatrucie maścią, którą zawodnik został posmarowany przed biegiem ze wzglądu na możliwy deszcz, który jednak nie spadł. Według trenera to drugie wyjaśnienie miał podać lekarz badający Belga w szatni po zakończeniu biegu.
Zarówno dla Cabrery jak i dla Gailly'ego był to pierwszy maraton, w którym wzięli udział.

## Terminarz
| Data            | Godzina rozpoczęcia              |
| Data            | Czas brytyjski letni (UTC+01:00) |
| --------------- | -------------------------------- |
| 7 sierpnia 1948 | 15:00                            |

## Wyniki
| Miejsce | Zawodnik              | Państwo           | Czas      |
| ------- | --------------------- | ----------------- | --------- |
| złoto   | Delfo Cabrera         | Argentyna         | 2:34:51.6 |
| srebro  | Tom Richards          | Wielka Brytania   | 2:35:07.6 |
| brąz    | Étienne Gailly        | Belgia            | 2:35:33.6 |
| 4       | Johannes Coleman      | Południowa Afryka | 2:36:06.0 |
| 5       | Eusebio Guiñez        | Argentyna         | 2:36:36.0 |
| 6       | Syd Luyt              | Południowa Afryka | 2:38:11.0 |
| 7       | Gustav Östling        | Szwecja           | 2:38:40.6 |
| 8       | John Systad           | Norwegia          | 2:38:41.0 |
| 9       | Alberto Sensini       | Argentyna         | 2:39:30.0 |
| 10      | Henning Larsen        | Dania             | 2:41:22.0 |
| 11      | Viljo Heino           | Finlandia         | 2:41:32.0 |
| 12      | Anders Melin          | Szwecja           | 2:42:20.0 |
| 13      | Jussi Kurikkala       | Finlandia         | 2:42:48.0 |
| 14      | Ted Vogel             | Stany Zjednoczone | 2:45:27.0 |
| 15      | Enrique Inostroza     | Chile             | 2:47:48.0 |
| 16      | Lloyd Evans           | Kanada            | 2:48:07.0 |
| 17      | Gérard Côté           | Kanada            | 2:48:31.0 |
| 18      | Stylianos Kyriakides  | Grecja            | 2:49:00.0 |
| 19      | József Kiss           | Węgry             | 2:50:20.0 |
| 20      | Şevki Koru            | Turcja            | 2:51:07.0 |
| 21      | John Kelley           | Stany Zjednoczone | 2:51:56.0 |
| 22      | Kaspar Schiesser      | Szwajcaria        | 2:52:09.0 |
| 23      | Walter Fedorick       | Kanada            | 2:52:12.0 |
| 24      | Aulis Manninen        | Stany Zjednoczone | 2:56:49.0 |
| 25      | Hong Jong-o           | Korea Południowa  | 2:56:54.0 |
| 26      | Paddy Mulvihill       | Irlandia          | 2:57:35.0 |
| 27      | Suh Yun-bok           | Korea Południowa  | 2:59:36.0 |
| 28      | Sven Håkansson        | Szwecja           | 3:00:09.0 |
| 29      | Jakob Jutz            | Szwajcaria        | 3:03:55.0 |
| 30      | Stan Jones            | Wielka Brytania   | 3:09:16.0 |
| —       | Salvatore Constantino | Włochy            | DNF       |
| —       | Pierre Cousin         | Francja           | DNF       |
| —       | Hans Frischknecht     | Szwajcaria        | DNF       |
| —       | Mikko Hietanen        | Finlandia         | DNF       |
| —       | Jack Holden           | Wielka Brytania   | DNF       |
| —       | René Josset           | Francja           | DNF       |
| —       | Luo Wenao             | Chiny             | DNF       |
| —       | Arsène Piesset        | Francja           | DNF       |
| —       | Athanasios Ragazos    | Grecja            | DNF       |
| —       | Chhota Singh          | Indie             | DNF       |
| —       | Choi Yun-chil         | Korea Południowa  | DNF       |
| —       | José María Blay       | Hiszpania         | DNS       |
| —       | Charles Heirendt      | Luksemburg        | DNS       |
| —       | István Simon          | Węgry             | DNS       |